# Melanthia exquisita
Melanthia exquisita är en fjärilsart som beskrevs av W. Warren 1893. Melanthia exquisita ingår i släktet Melanthia och familjen mätare. Inga underarter finns listade i Catalogue of Life.